# Pristaulacus tridentatus
Pristaulacus tridentatus är en stekelart som beskrevs av Smith 2005. Pristaulacus tridentatus ingår i släktet Pristaulacus och familjen vedlarvsteklar. Inga underarter finns listade i Catalogue of Life.